# Goethe-Elefant

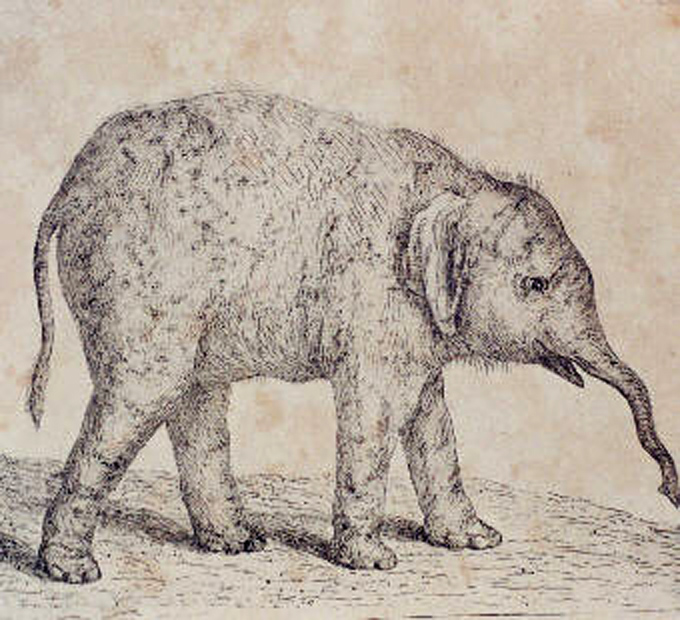
Der Jungelefant in der Kasseler Menagerie, Sepiazeichnung von Johann Heinrich Tischbein d. J. (1742–1808), 1820 veröffentlicht

Der sogenannte Goethe-Elefant (* um 1771 in Indien; † 1780 in Kassel) war ein indischer Elefant, der seit 1773 in der Menagerie des Landgrafen Friedrichs II. in Kassel lebte. Das beim Publikum sehr beliebte Tier starb 1780 bei einem Unfall in der Karlsaue. An seinem Schädel betrieb Johann Wolfgang von Goethe Studien zum Zwischenkieferknochen. Das über 200 Jahre alte Skelett ist im zweiten Stock des Naturkundemuseums im Ottoneum in Kassel ausgestellt. Es gehört zu den ersten Skeletten von Großsäugern, die präpariert wurden.

## Leben und Tod des Elefanten

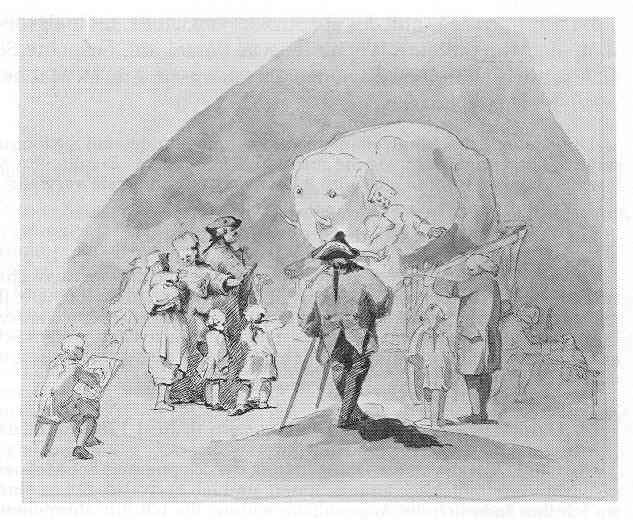
Der Goethe-Elefant 1777. Tuschzeichnung von Johann Heinrich Ramberg (1763–1840) mit dem jugendlichen Zeichner

Der Jungelefant kam 1773 im Alter von etwa zwei Jahren als Hochzeitsgeschenk des Hauses Oranien an Friedrich II. nach Kassel; ein Name ist nicht überliefert. In der Menagerie unterhalb der Bellevue-Terrasse in der Karlsaue bewohnte der Elefant, wie berichtet wird, einen „Saal in einem eigenen Hause“, angekettet an den Hinterfüßen. Bei schönem Wetter habe ihm eine langgelassene Kette den Spaziergang nach draußen erlaubt. Er habe Unmengen an Futter und Flüssigkeit vertilgt, an manchen Tagen „bis 20 Eimer Wasser hintereinander“. Auch einige „Geschicklichkeiten“ werden berichtet, so habe der Elefant „rechts und links Verbeugungen mit denen Vorderknien“ gemacht, wenn man ihm Brot reichte.
Berichtet wird auch, dass man den Elefanten für eine Opernaufführung auf die Bühne zu bringen versucht habe. Während die ebenfalls auftretenden Kamele der Regie artig gefolgt seien, habe der Elefant sich so ungebärdig gezeigt, dass man auf ihn verzichtete. Er wurde als Arbeitstier im Auepark eingesetzt. Dabei starb er 1780, als er bei einem Unfall den Abhang der Karlsaue hinabstürzte.
Eine andere Version über den Tod des Elefanten ist in der Ausgabe 1916/17 der „Mitteilungen zur Hessischen Geschichte“ (MHG) zu lesen. Dort heißt es:
Der Garten des Prinzen Maximilian, die jetzige Hofbleiche, bildet seit 1764 die Menagerie. Dort befand sich u. a. als Hauptsehenswürdigkeit ein junger Elefant, dessen Elefantenhaus jetzt in der Fasanerie zu Wilhelmshöhe steht. Sein Ende war recht tragisch. Man hatte ihn im Opernhaus zur Ausstattung einer Oper gebraucht und führte ihn auf dem Rückweg abends über die Bellevue, wo er einen Fehltritt tat und die Böschung herunterrollte.
Die Überreste des Elefanten wurden von dem Anatomen Samuel Thomas von Soemmerring seziert und präpariert. Ein offizieller Sektionsbericht ist nicht überliefert. In späteren, persönlichen Aufzeichnungen hatte Soemmerring folgende Erinnerung notiert,
veröffentlicht 1844, vierzehn Jahre nach seinem Tod:
Der Landgraf ließ Hülfsleute, Hebebäume etc. aus dem Arsenal zur Zergliederung bewilligen. […] Das Skelet soll hoffentlich gut gerathen und das Theater zieren. Leider war die Fäulniß durch die Wärme so entsetzlich, daß das Gehirn ausfloß und so heiß war, daß es rauchte. Der Leib und Magen zersprang nach den eingeschnittenen Integumenten mit furchtbarem Getöse.
Die landgräfliche Naturaliensammlung, nach 1690 im Ottoneum, einem vormals als Theater benutzten Gebäude, untergebracht, erhielt damit als die erste in Nordeuropa das Ganzpräparat eines Großsäugers.

## Goethe und der Elefantenschädel

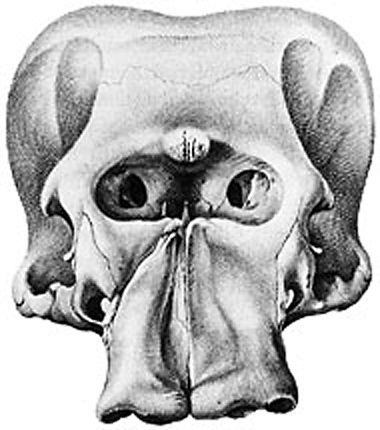
Schädel eines jungen Elefanten. Kupferstich nach Goethe von Johann David Schubert (1761–1822), Illustrator des Werther

Johann Wolfgang von Goethe lernte 1783 anlässlich seiner zweiten Harzreise bei einem Besuch in Kassel den Naturforscher Soemmerring und dessen Sammlung kennen. Er war sehr interessiert an dem Elefanten-Präparat und lieh sich den Schädel 1784 für seine anatomischen Studien aus. Goethe hatte bereits Anfang des Jahres Herder und Frau von Stein die Entdeckung eines menschlichen Zwischenkieferknochens mitgeteilt; nun suchte er nach Vergleichsobjekten.
In einem Brief vom 14. Mai 1784 schrieb Goethe an Soemmerring:
„Für die mir kommunicierten Camperschen Zeichnungen dancke ich auf das beste, und mögte Sie um eine neue Gefälligkeit ersuchen. Die Zoologie macht mir manche angenehme Stunde und Sie könnten dieselben sehr vermehren, wenn Sie mir den Schädel Ihres Elephanten Skelettes nur auf vier Wochen borgen wollten, er sollte auf das gewissenhafteste verwahrt werden.“
Der Schädel wurde Goethe Anfang Juni nach Eisenach geschickt, wo der Dichter sich in seiner Eigenschaft als Weimarer Geheimrat mehrere Wochen dienstlich aufhielt. In einem Brief an Frau von Stein vom 7. Juni 1784 gestand er, dass er, damit man ihn „nicht für toll halte“, den Schädel „im innersten Zimmergen versteckt“ habe. Seiner Eisenacher Wirtin hatte er weisgemacht, „es sey Porzellan in der ungeheuren Kiste“. Am 9. Juni 1784 bedankte sich Goethe in einem Schreiben bei Soemmerring und gab, verbunden mit dem Wunsch nach Verlängerung der Leihfrist, den Platz für den Schädel etwas großzügiger an:
„Sie haben mir durch die Übersendung des Elephanten-Schädels ein großes Vergnügen gemacht. Er ist glücklich angekommen, und ich verwahre ihn in einem kleinen Cabinete, wo ich ihm heimlich die Augenblicke widme, die ich mir abbrechen kann, denn ich darf mir nicht merken lassen, daß ein solches Ungeheuer sich in’s Haus geschlichen hat. Mein Wunsch wäre nur, ihn mit nach Weimar nehmen zu können, von da Sie ihn längstens Anfang September, wenn Sie ihn nicht eher brauchen, zurück haben sollen.“
Am 10. Juni begann Goethe eine Wanderung ins Gebirge. Eine Woche später, am 17. Juni,  meldete er, wieder aus Eisenach, an Frau von Stein: „Den Elephantenschädel nehm ich mit nach Weimar.“ Am 19. Juni kehrte er dahin zurück.
Die Studien am Zwischenkieferknochen des Kasseler Elefantenschädels führten zunächst zu einem regen Briefwechsel zwischen Goethe und Soemmerring, der allerdings die Ergebnisse der weiteren anatomischen Forschungen des Dichters zunehmend ablehnte, woraufhin die Korrespondenz abbrach. Goethe hielt die Publizierung seiner Studien Über den Zwischenkiefer des Menschen und der Tiere für Jahrzehnte zurück; sie erschienen 1820 im Rahmen einer Schriftenreihe, in denen Goethe in den Jahren 1817 bis 1824 seine gesammelten naturwissenschaftlichen Aufsätze herausgab.
Seither wird das Kasseler Elefantenskelett als Goethe-Elefant geführt.